# 오랑 라우트

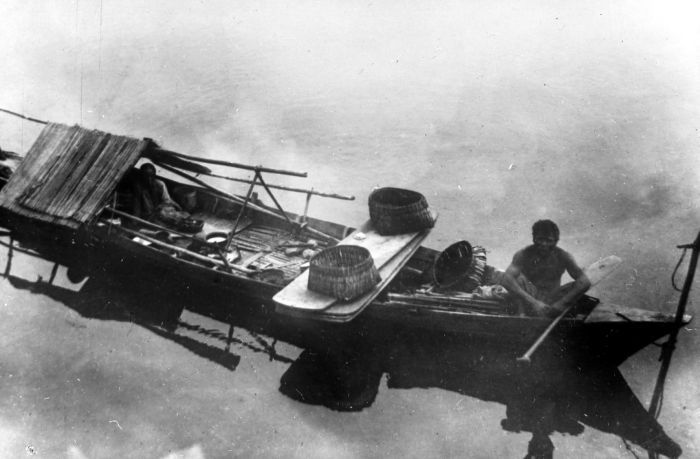

오랑 라우트(말레이어: Orang Laut)는 싱가포르, 반도 말레이시아, 인도네시아령 리아우 제도에 걸쳐 분포하는 해양 민족(부족들)이다. 조호르 해협의 오랑 슬라탄과 동일시되기도 하나 이 용어는 모켄족 등 해안 제도에 사는 여러 말레이계 사람을 통칭하는 데 쓰이기도 한다.

## 같이 보기
- 바자우족